# Наргинське сільське поселення
Нарги́нське сільське поселення (рос. Наргинское сельское поселение) — сільське поселення у складі Молчановського району Томської області Росії.
Адміністративний центр — село Нарга.
Населення сільського поселення становить 1603 особи (2019; 1833 у 2010, 2053 у 2002).

## Склад
До складу сільського поселення входять:
| Населений пункт     | Населення, осіб (2002) | Населення, осіб (2010) |
| ------------------- | ---------------------- | ---------------------- |
| Нарга, село         | 1488                   | 1385                   |
| Нефтебаза, присілок | 21                     | 23                     |
| Сарафановка, село   | 544                    | 425                    |